# Natsuki Ebihara
Natsuki Ebihara (海老原奈月 Ebihara Natsuki), nacida de 1992 o 1993 en la prefectura de Miyazaki, Japón. Es una modelo japonesa que está afiliada a la agencia Walk & Way.

## Vida personal
- Ella nació prematuramente y con la delicadeza de su cuerpo.[3]
- En año 2012, cuando era estudiante universitaria, fue eliminada e inició actividades como modelo.[1]
- En el mismo año, fue elegida la primera reina de la playa para Aoshima Beach Girls Collection y también una finalista de la prefectura de Miyazaki para Miss Universe Japan.[1]
- Además participó en Miss Tourism Queen International 2016 como la representación de Japón.[4]
- Cerca de las 5:40 de la tarde del 15 de noviembre de 2016, tres niños menores de diez años fueron golpeados por su coche de Natsuki Ebihara en la ciudad de Miyazaki,[5][6] y en el día siguiente a consecuencia del accidente ella fue arrestada por la policía local.[7][8][9]

## Concursos de belleza
- Aoshima Beach Girls Collection (青島ビーチガールズコレクション en japonés), 2012 - La primera reina de la playa[1]
- Miss Universe Japan (ミス・ユニバース・ジャパン en japonés), 2012 - Una finalista de la prefectura de Miyazaki[1]
- Miss Tourism Queen International 2016 (2016国际旅游小姐大赛 en chino) - La representación de Japón[4]

## Programas de TV
- Ningen Kansatsu Variety Monitoring (ニンゲン観察バラエティ モニタリング)[3]